# SAB Volley 2016-2017
Questa voce raccoglie le informazioni riguardanti la SAB Volley nelle competizioni ufficiali della stagione 2016-2017.

## Stagione
La SAB Volley viene fondata a Legnano, comune della città metropolitana di Milano, in Lombardia, nel giugno 2016, pochi mesi prima dell'inizio della stagione 2016-2017. Grazie all'acquisto del titolo sportivo dal Neruda Volley ottiene il diritto di partecipazione alla Serie A2 per il campionato di 2016-2017. 
Per quanto riguarda il mercato, vengono ingaggiate le centrali Francesca Figini, Eleonora Furlan e Fabiola Facchinetti, le libere Sara Paris e Martina Bossi, l'opposto Camilla Mingardi, le schiacciatrici Chiara Muzi, Amanda Coneo, Laura Grigolo, Dayana Kosareva e le palleggiatrici Sara De Lellis e Bianca Mazzotti.
In campionato la compagine legnanese si classifica terza nelle regular season e perde la finale play-off promozione contro il Volley Pesaro, che viene promosso in Serie A1. In Coppa Italia di Serie A2 raggiunge invece le semifinali, dove viene eliminata dal Pesaro.
Nel luglio 2017, a stagione terminata, a causa delle defezione di alcune squadre, la SAB Volley viene ripescata in Serie A1 per il campionato 2017-18.

## Organigramma societario
Aggiornato al 9 marzo 2017
Area direttiva
- Presidente: Alfio Nebuloni
- Vicepresidenti: Marco Montalbetti e Antonio Romano
- Direttore generale: Carlos Rasores
- Consiglieri: Mirko Gatti e Marco Collini

Area organizzativa
- Team manager: Marco Colombo
- Responsabile eventi: Silvano Bazzigaluppi
- Responsabile arbitri: Marco Destefani
- Responsabile biglietteria: Carlo Rossi
- Responsabile campo: Michele Colasanto
- Responsabile comunicazione: Eugenio Peralta
- Ufficio stampa: Eugenio Peralta e Silvia Bronzato
- Fotografo: Loris Marini
- Speaker: Angelo Petazzi

Area tecnica
- Direttore sportivo: Bruno Colombo
- Allenatore: Andrea Pistola
- Assistente allenatore: Mauro Tettamanti
- Scoutman: Cristian Boccalupo

Area sanitaria
- Medico: Placido Stissi
- Fisioterapista: Gabriele Bertelli

## Rosa
Aggiornato al 9 marzo 2017
| N° | Nome                | Ruolo | Data di nascita  | Nazionalità sportiva |
| -- | ------------------- | ----- | ---------------- | -------------------- |
| 1  | Francesca Figini    | C     | 25 ottobre 1995  | Italia               |
| 2  | Sara Paris          | L     | 19 luglio 1985   | Italia               |
| 5  | Eleonora Furlan     | C     | 10 marzo 1995    | Italia               |
| 7  | Chiara Muzi         | S     | 23 ottobre 1998  | Italia               |
| 9  | Camilla Mingardi    | O     | 19 ottobre 1997  | Italia               |
| 11 | Amanda Coneo        | S     | 20 dicembre 1996 | Colombia             |
| 12 | Laura Grigolo       | S     | 1º marzo 1996    | Italia               |
| 13 | Fabiola Facchinetti | C     | 30 aprile 1989   | Italia               |
| 15 | Dayana Kosareva     | S     | 24 agosto 1999   | Italia               |
| 16 | Martina Bossi       | L     | 6 novembre 1997  | Italia               |
| 17 | Sara De Lellis      | P     | 14 novembre 1986 | Italia               |
| 18 | Bianca Mazzotti     | P     | 12 novembre 1998 | Italia               |

Legenda = Capitano

## Mercato
| Acquisti | Acquisti            | Acquisti         | Acquisti   |
| R.       | Nome                | da               | Modalità   |
| -------- | ------------------- | ---------------- | ---------- |
| C        | Francesca Figini    | Centro Ester     | definitivo |
| L        | Sara Paris          | Neugries Bolzano | definitivo |
| C        | Eleonora Furlan     | Beng Rovigo      | definitivo |
| S        | Chiara Muzi         | Frascati         | definitivo |
| O        | Camilla Mingardi    | Montichiari      | definitivo |
| S        | Amanda Coneo        | Filottrano       | definitivo |
| S        | Laura Grigolo       | Beng Rovigo      | definitivo |
| C        | Fabiola Facchinetti | VolAlto Caserta  | definitivo |
| S        | Dayana Kosareva     | Bruel Bassano    | definitivo |
| L        | Martina Bossi       | Offanengo        | definitivo |
| P        | Sara De Lellis      | VolAlto Caserta  | definitivo |
| P        | Bianca Mazzotti     | Busto Arsizio    | definitivo |

| Cessioni | Cessioni | Cessioni | Cessioni |
| R. | Nome     | a        | Modalità |
| --- | -------- | -------- | -------- |
| Non sono avvenuti movimenti di mercato in uscita perché la società è stata fondata pochi mesi prima dell'inizio della stagione |          |          |          |

## Risultati

### Serie A2

#### Girone di andata
| 1ª giornata - 16 ottobre 2016 PalaScoppa, Soverato                     | Soverato   | 1 - 3 | SAB               | 25-16, 23-25, 23-25, 23-25        |
| 2ª giornata - 23 ottobre 2016 PalaBorsani, Castellanza                 | SAB        | 3 - 0 | Pallavolo Mondovì | 25-9, 26-24, 30-28                |
| 3ª giornata - 30 ottobre 2016 Palazzetto dello Sport, Settimo Torinese | Lilliput   | 3 - 1 | SAB               | 27-25, 25-19, 23-25, 25-17        |
| 4ª giornata - 6 novembre 2016 PalaMaddalene, Chieri                    | Chieri '76 | 3 - 2 | SAB               | 21-25, 25-20, 25-22, 18-25, 15-12 |
| 5ª giornata - 13 novembre 2016 PalaBorsani, Castellanza                | SAB        | 3 - 1 | Adolfo Consolini  | 25-19, 16-25, 30-28, 25-23        |
| 6ª giornata - 20 novembre 2016 PalaRamadù, Cisterna di Latina          | Cisterna   | 3 - 2 | SAB               | 24-26, 26-24, 26-24, 19-25, 15-13 |
| 7ª giornata - 27 novembre 2016 PalaBorsani, Castellanza                | SAB        | 2 - 3 | VolAlto Caserta   | 23-25, 25-20, 25-15, 20-25, 13-15 |
| 8ª giornata - 4 dicembre 2016 PalaCampanara, Pesaro                    | Pesaro     | 1 - 3 | SAB               | 19-25, 25-23, 19-25, 18-25        |
| 9ª giornata - 7 dicembre 2016 PalaBorsani, Castellanza                 | SAB        | 3 - 0 | Millenium Brescia | 25-17, 25-19, 25-20               |
| 10ª giornata - 10 dicembre 2016 PalaBorsani, Castellanza               | SAB        | 3 - 0 | Trentino Rosa     | 25-21, 25-15, 25-21               |
| 11ª giornata - 18 dicembre 2016 PalaBaldinelli, Osimo                  | Filottrano | 3 - 2 | SAB               | 21-25, 25-17, 16-25, 27-25, 15-12 |
| 12ª giornata - 26 dicembre 2016 PalaBorsani, Castellanza               | SAB        | 3 - 2 | Hermaea           | 23-25, 25-17, 25-20, 18-25, 15-13 |
| 13ª giornata - 8 gennaio 2017 PalaSurace, Palmi                        | Golem      | 3 - 1 | SAB               | 20-25, 25-16, 25-19, 25-15        |

#### Girone di ritorno
| 14ª giornata - 15 gennaio 2017 PalaBorsani, Castellanza                           | SAB               | 3 - 0 | Soverato   | 25-20, 25-23, 25-22               |
| 15ª giornata - 22 gennaio 2017 PalaManera, Mondovì                                | Pallavolo Mondovì | 0 - 3 | SAB        | 19-25, 17-25, 23-25               |
| 16ª giornata - 29 gennaio 2017 PalaBorsani, Castellanza                           | SAB               | 3 - 2 | Lilliput   | 25-22, 26-28, 23-25, 25-19, 15-13 |
| 17ª giornata - 5 febbraio 2017 PalaBorsani, Castellanza                           | SAB               | 2 - 3 | Chieri '76 | 25-17, 22-25, 32-30, 20-25, 10-15 |
| 18ª giornata - 12 febbraio 2017 Palazzetto dello Sport, San Giovanni in Marignano | Adolfo Consolini  | 0 - 3 | SAB        | 19-25, 22-25, 32-34               |
| 19ª giornata - 19 febbraio 2017 PalaBorsani, Castellanza                          | SAB               | 3 - 0 | Cisterna   | 25-15, 25-23, 25-18               |
| 20ª giornata - 26 febbraio 2017 Palazzetto dello Sport, Caserta                   | VolAlto Caserta   | 1 - 3 | SAB        | 23-25, 25-22, 12-25, 23-25        |
| 21ª giornata - 5 marzo 2017 PalaBorsani, Castellanza                              | SAB               | 0 - 3 | Pesaro     | 24-26, 23-25, 23-25               |
| 22ª giornata - 19 marzo 2017 Palazzetto dello Sport, Brescia                      | Millenium Brescia | 3 - 1 | SAB        | 26-24, 18-25, 25-16, 25-18        |
| 23ª giornata - 26 marzo 2017 PalaSanbapolis, Trento                               | Trentino Rosa     | 2 - 3 | SAB        | 25-15, 23-25, 25-21, 13-25, 8-15  |
| 24ª giornata - 2 aprile 2017 PalaBorsani, Castellanza                             | SAB               | 3 - 0 | Filottrano | 25-21, 25-21, 27-25               |
| 25ª giornata - 5 aprile 2017 Geopalace, Olbia                                     | Hermaea           | 1 - 3 | SAB        | 19-25, 9-25, 25-16, 20-25         |
| 26ª giornata - 15 aprile 2017 PalaBorsani, Castellanza                            | SAB               | 3 - 1 | Golem      | 25-23, 24-26, 26-24, 25-11        |

#### Play-off promozione
| Semifinale (andata) - 25 aprile 2017 PalaBorsani, Castellanza | SAB      | 3 - 0 | Soverato | 25-22, 25-23, 25-23 |
| Semifinale (ritorno) - 30 aprile 2017 PalaScoppa, Soverato    | Soverato | 0 - 3 | SAB      | 23-25, 18-25, 20-25 |
| Finale (andata) - 7 maggio 2017 PalaCampanara, Pesaro         | Pesaro   | 3 - 0 | SAB      | 25-21, 25-21, 25-19 |
| Finale (ritorno) - 10 maggio 2017 PalaBorsani, Castellanza    | SAB      | 0 - 3 | Pesaro   | 22-25, 17-25, 21-25 |

### Coppa Italia di Serie A2
| Quarti di finale (andata) - 18 gennaio 2017 PalaScoppa, Soverato      | Soverato | 1 - 3 | SAB      | 23-25, 25-23, 21-25, 14-25 |
| Quarti di finale (ritorno) - 25 gennaio 2017 PalaBorsani, Castellanza | SAB      | 3 - 0 | Soverato | 25-22, 25-20, 25-23        |
| Semifinale (andata) - 8 febbraio 2017 PalaBorsani, Castellanza        | SAB      | 1 - 3 | Pesaro   | 15-25, 21-25, 25-22, 23-25 |
| Semifinale (ritorno) - 15 febbraio 2017 PalaCampanara, Pesaro         | Pesaro   | 3 - 0 | SAB      | 26-24, 26-24, 25-21        |

## Statistiche

### Statistiche di squadra
| Competizione             | Punti | In casa | In casa | In casa | In trasferta | In trasferta | In trasferta | Totale | Totale | Totale |
| Competizione             | Punti | G       | V       | P       | G            | V            | P            | G      | V      | P      |
| ------------------------ | ----- | ------- | ------- | ------- | ------------ | ------------ | ------------ | ------ | ------ | ------ |
| Serie A2                 | 53    | 13      | 10      | 3       | 13           | 7            | 6            | 26     | 17     | 9      |
| Coppa Italia di Serie A2 | -     | 1       | 0       | 1       | 1            | 0            | 1            | 2      | 0      | 2      |
| Totale                   | -     | 14      | 10      | 4       | 14           | 7            | 7            | 28     | 17     | 11     |

G = partite giocate; V = partite vinte; P = partite perse

### Statistiche dei giocatori
Aggiornato al 10 maggio 2017
| Giocatore      | Serie A2 | Serie A2 | Serie A2 | Serie A2 | Serie A2 | Coppa Italia di Serie A2 | Coppa Italia di Serie A2 | Coppa Italia di Serie A2 | Coppa Italia di Serie A2 | Coppa Italia di Serie A2 | Totale | Totale | Totale | Totale | Totale |
| Giocatore      | P        | PT       | AV       | MV       | BV       | P                        | PT                       | AV                       | MV                       | BV                       | P      | PT     | AV     | MV     | BV     |
| -------------- | -------- | -------- | -------- | -------- | -------- | ------------------------ | ------------------------ | ------------------------ | ------------------------ | ------------------------ | ------ | ------ | ------ | ------ | ------ |
| M. Bossi       | 24       | 2        | ?        | ?        | ?        | ?                        | ?                        | ?                        | ?                        | ?                        | ?      | ?      | ?      | ?      | ?      |
| A. Coneo       | 30       | 424      | ?        | ?        | ?        | ?                        | ?                        | ?                        | ?                        | ?                        | ?      | ?      | ?      | ?      | ?      |
| S. De Lellis   | 30       | 79       | ?        | ?        | ?        | ?                        | ?                        | ?                        | ?                        | ?                        | ?      | ?      | ?      | ?      | ?      |
| F. Facchinetti | 27       | 203      | ?        | ?        | ?        | ?                        | ?                        | ?                        | ?                        | ?                        | ?      | ?      | ?      | ?      | ?      |
| F. Figini      | 13       | 31       | ?        | ?        | ?        | ?                        | ?                        | ?                        | ?                        | ?                        | ?      | ?      | ?      | ?      | ?      |
| E. Furlan      | 30       | 226      | ?        | ?        | ?        | ?                        | ?                        | ?                        | ?                        | ?                        | ?      | ?      | ?      | ?      | ?      |
| L. Grigolo     | 30       | 350      | ?        | ?        | ?        | ?                        | ?                        | ?                        | ?                        | ?                        | ?      | ?      | ?      | ?      | ?      |
| D. Kosareva    | 17       | 20       | ?        | ?        | ?        | ?                        | ?                        | ?                        | ?                        | ?                        | ?      | ?      | ?      | ?      | ?      |
| B. Mazzotti    | 7        | 1        | ?        | ?        | ?        | ?                        | ?                        | ?                        | ?                        | ?                        | ?      | ?      | ?      | ?      | ?      |
| C. Mingardi    | 30       | 596      | ?        | ?        | ?        | ?                        | ?                        | ?                        | ?                        | ?                        | ?      | ?      | ?      | ?      | ?      |
| C. Muzi        | 17       | 15       | ?        | ?        | ?        | ?                        | ?                        | ?                        | ?                        | ?                        | ?      | ?      | ?      | ?      | ?      |
| S. Paris       | 30       | 1        | ?        | ?        | ?        | ?                        | ?                        | ?                        | ?                        | ?                        | ?      | ?      | ?      | ?      | ?      |

P = presenze; PT = punti totali; AV = attacchi vincenti; MV = muri vincenti; BV = battute vincenti